# Kostel svaté Kateřiny Alexandrijské (Honfleur)

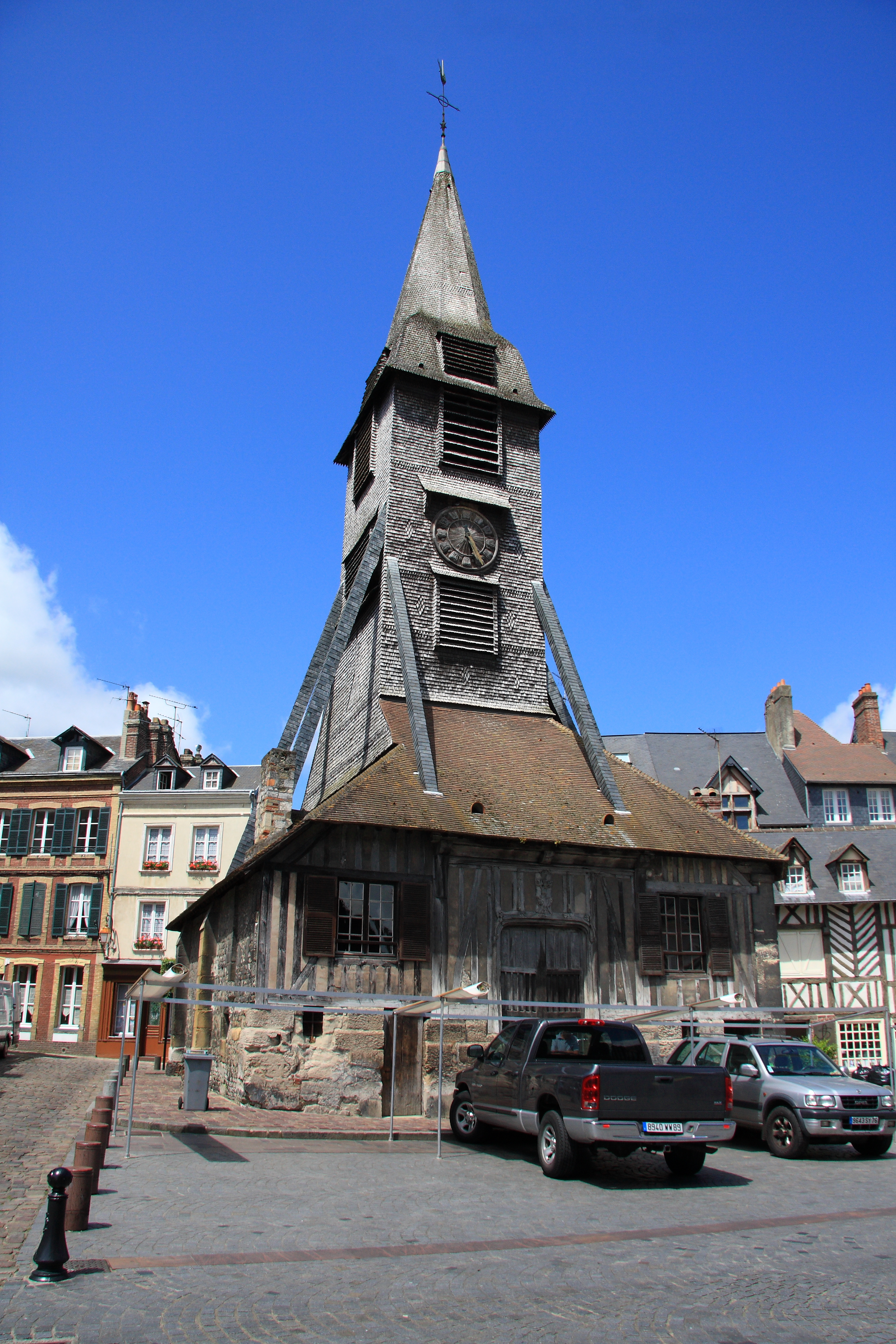
Nedaleko stojící zvonice

Kostel svaté Kateřiny Alexandrijské ve francouzském městě Honfleur je dřevěná stavba s kamennou podezdívkou. Nejstarší část dvoulodního chrámu pochází z druhé poloviny 15. století. Naproti vchodu do kostela (na jeho západní straně), rovněž na náměstí svaté Kateřiny, se nachází samostatně stojící zvonice.
Zasvěcení kostela připomíná dřevořezba nad portálem zvonice oddělené od dvou chrámových lodí. Svatá Kateřina je zobrazována, jak nese kolo a meč. První loď je nejstarší částí budovy, pochází z druhé poloviny 15. století, byla postavena po stoleté válce. Byla postavena podle modelu tržnice, kde byly použity prvky typické pro stavbu lodí, díky čemuž stavba připomíná převrácenou skořepinu lodi. Poté byla postavena zvonice, a to dobrý kus od chrámové lodi, prý aby se zamezilo tomu, že se farníci, kteří se nachází v budově, stanou obětí plamenů v případě požáru. Zvonice skutečně přitahuje blesky z důvodu své výšky a také proto, že se nachází na svahu pahorku. V 16. století byla připojena druhá chrámová loď, jejíž klenba odpovídá dřevěné klenbě v gotických kostelech skromnějšího typu. Proto je více zakulacena a rozložení žebroví už nepřipomíná námořní plavidlo. Navíc protahuje obě chrámové lodě dvěma přidanými žebry.
Slavní „mistři sekyry“ z loděnic v Honfleuru vytvořili krásné vybavení bez jakýchkoli řemeslných nedokonalostí, tak jako jejich normandští předci, jak je zobrazeno na tapisérii z Bayeux a tak jako Vikingové ještě před nimi. Trámy použité pro stavbu pilířů lodi a dolní zakončení nejsou stejné délky, protože na stavbu nebylo k dispozici více dubových kmenů v potřebné délce. Rovněž některé mají podstavec z kamene, ať už vyšší či nižší, a ostatní ne. Kostel je zčásti pokryt šindelemi z dřeva kaštanovníku, které se v místním nářečí nazývá „essentes“, proto se tedy takové pokrytí nazývá „essentage“.
Neorománský portál byl postaven na začátku 20. století podle modelu venkovských normandských kostelů a nahradil monumentální portál v neoklasicistním slohu, postavený v 19. století, který je možné jej vidět namalovaný na některých plátnech od Johana Bartholda Jongkinda nebo od Eugèna Boudina. Jižní portál je renesanční.
Za zmínku stojí klasické varhany z farnosti svatého Vincenta z Rouenu a renesanční balkón vyzdobený postavami hudebníků. Vitráže z 19. století zdobí okna chóru na východě. Budova neobsahuje příčné lodě. Kaple unikátně zobrazují sochy osobností nedávno prohlášených za svaté, z nichž svatý Markulf a svatá Terezie z Lisieux jsou místní.